# Royal Academy of Music
Nota: se você procura a companhia de ópera, consulte Royal Academy of Music (companhia). Se você procura a academia de artes, consulte Royal Academy. Se você procura a academia francesa, consulte Academia Real de Música.

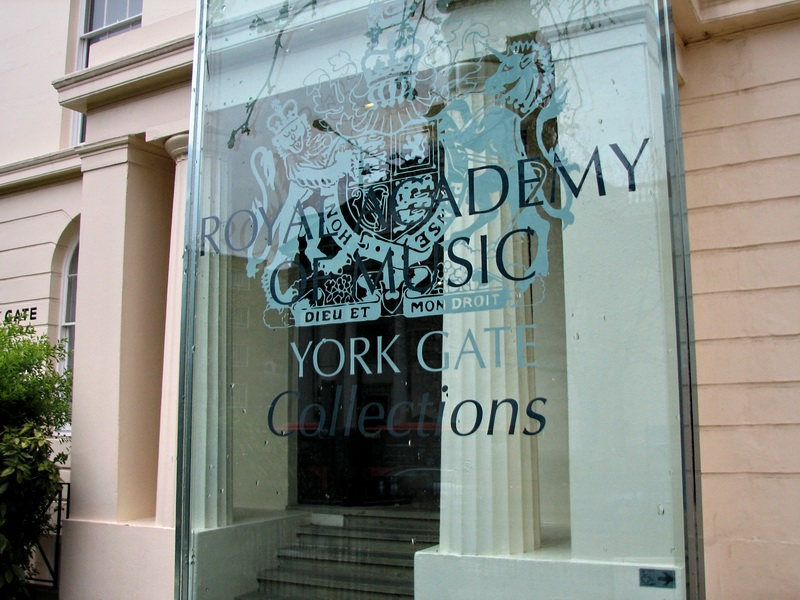
Entrada da Royal Academy of Music

A Royal Academy of Music é um conservatório em Londres destinado ao ensino de jovens, pertencendo à Universidade de Londres desde 1999. A maioria dos músicos influentes do Reino Unido estudaram na Royal Academy. Foi fundada em 1822 e as aulas foram inicidas em 1823 com apenas 23 alunos. 
O atual diretor da Royal Academy é o Professor Jonathan Freeman-Attwood, nomeado em Julho de 2008.  
A Royal Academy fica no centro de Londres próxima ao Regent's Park. 
A biblioteca da Royal Academy possui cerca 160.000 livros, incluindo letras de músicas. 
A Royal Academy tem alunos de mais de 50 países.